# Pereira Barreto
Pereira Barreto is een gemeente in de Braziliaanse deelstaat São Paulo. De gemeente telt 24.777 inwoners (schatting 2009).

## Geografie

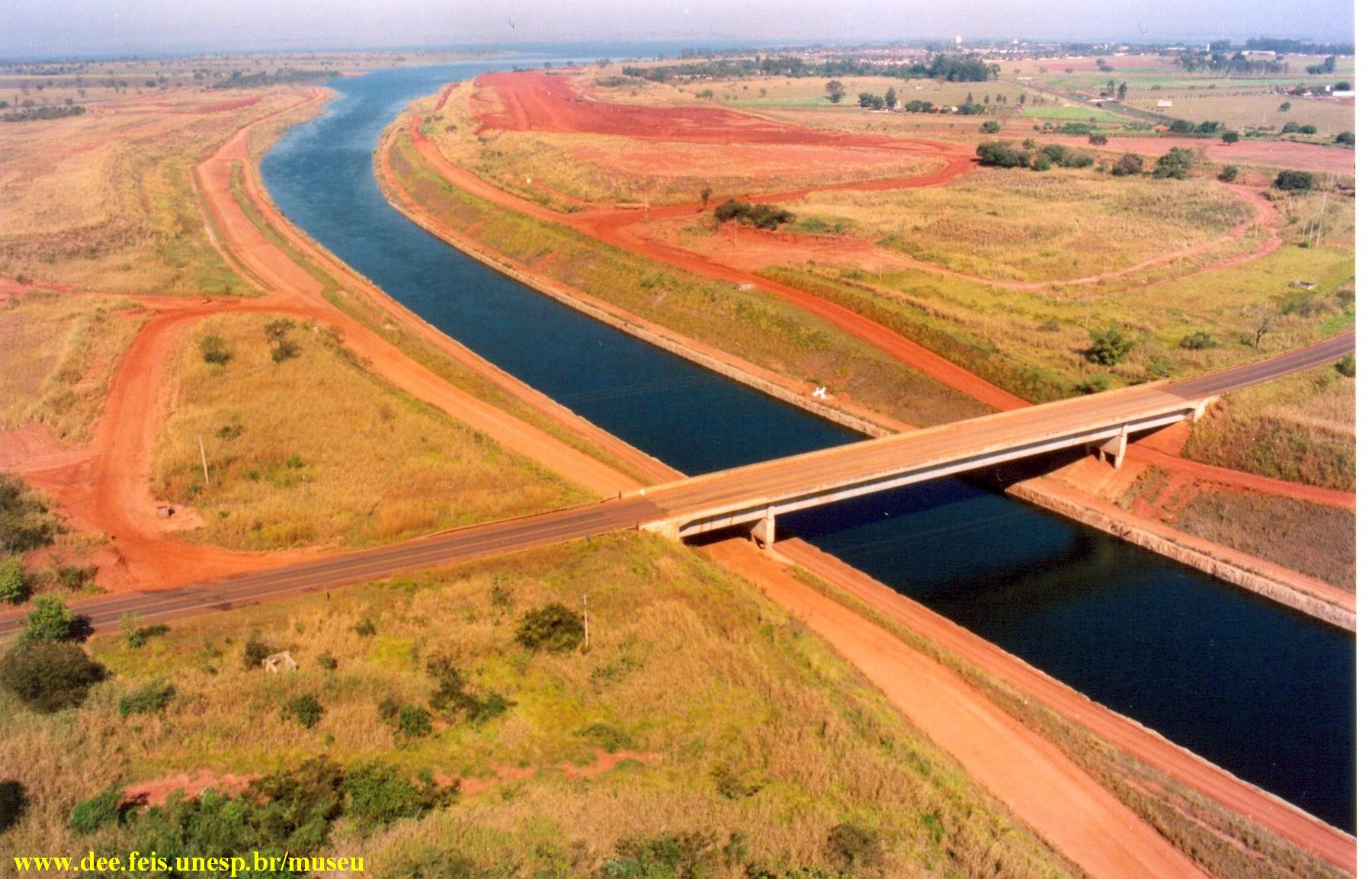
Canal Pereira Barreto

### Hydrografie
De plaats ligt aan het stuwmeer Represa Três Irmãos van de rivier de Tietê. Het stuwmeer Represa Japiá met de rivier de São José dos Dourados maakt deel uit van de grensgemeente. Beide rivieren en stuwmeren staan in verbinding door het kanaal Canal Pereira Barreto.

### Aangrenzende gemeenten
De gemeente grenst aan Andradina, Araçatuba, Guaraçaí, Ilha Solteira, Itapura, Mirandópolis, Santo Antônio do Aracanguá, Sud Mennucci en Suzanápolis.

## Religie
Het christendom is als volgt in de stad aanwezig:

### Katholieke Kerk
De katholieke kerk in de gemeente maakt deel uit van het bisdom Jales.

### Protestantse Kerk
De meest uiteenlopende evangelische overtuigingen zijn aanwezig in de stad, voornamelijk pinkstergelovigen, waaronder onder meer de Assemblies of God in Brazilië (de grootste evangelische kerk van het land) en de Christelijke Congregatie in Brazilië. Deze denominaties groeien steeds meer in heel Brazilië.